# Barthélemy Gautier

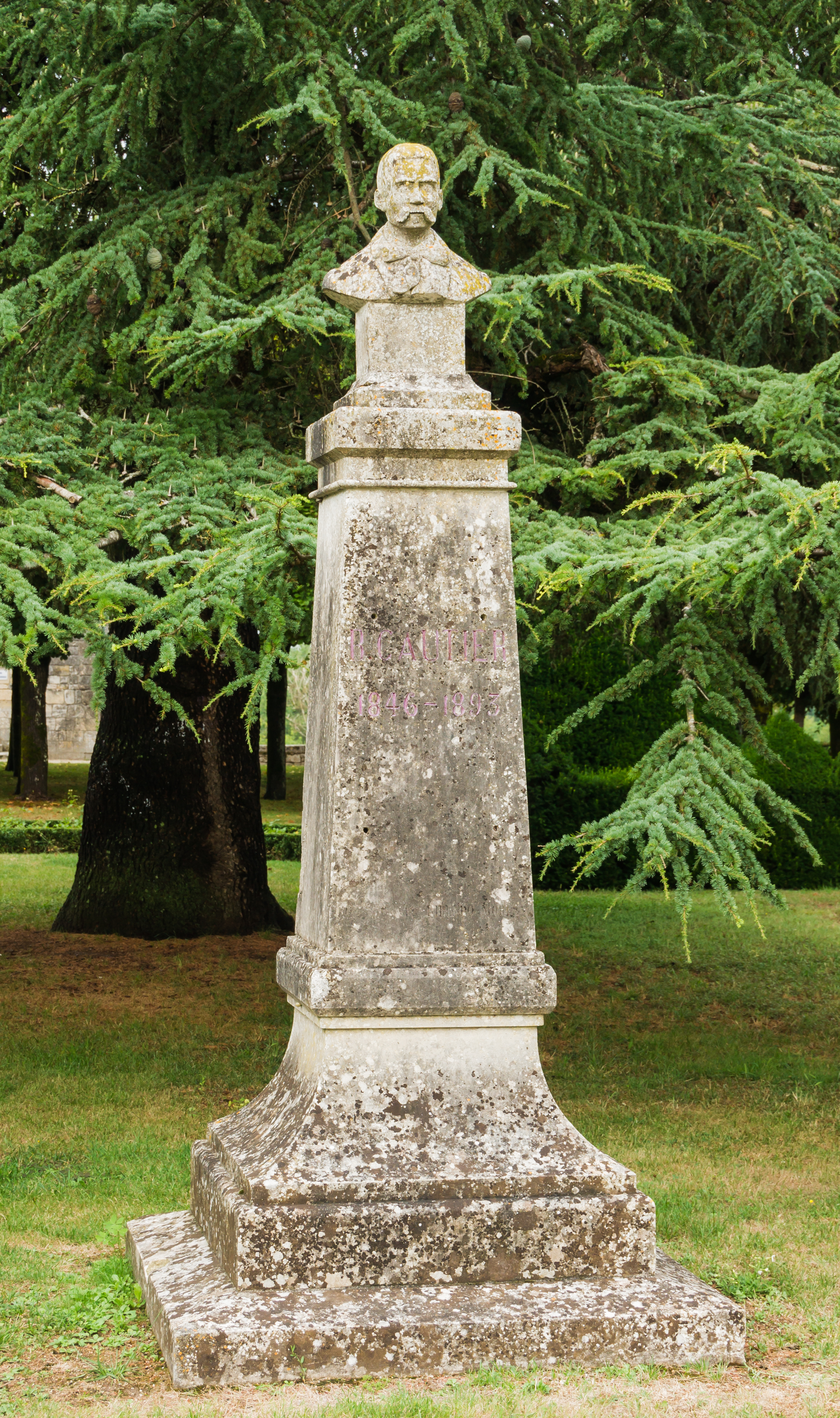
Buste van Gautier in Pons

Pierre-Barthélemy Gautier (Pons, 15 november 1846 - aldaar, 27 september 1893) was een Frans tekenaar van humoristische prenten.

## Leven en werk
Gautier werd geboren in een protestantse familie van leerlooiers. Hij liep school in Pons en vanaf zijn twaalfde ging op op internaat in Saintes. Zijn tekentalent werd ontdekt door de lokale uitgever Noël Texier. Die drukte vanaf 1874 humoristische prenten van Gautier af in zijn weekblad. Eind 1875 verscheen een bundeling van 26 prenten bij Texier: Les Gens de Mazerolles peintes par l'un deux. Het volgende jaar begon Gautier aan zijn Croquis saintongeais, prenten met onderschriften waarin de lokale bevolking van Saintonge op humoristische wijze werd weergegeven. Na drie jaar verscheen er een bundeling van deze prenten onder de titel Saintongeoisiana. 
Gautier was inmiddels een lokale beroemdheid en zijn prenten in het tijdschrift La Gazette des bains de mer de Royan sur l'océan (1877) werden zelfs gelezen door vakantiegangers uit heel Frankrijk. In die prenten benadrukte hij de tegenstelling tussen de sjieke stadslui en de lokale inwoners van de Charente. Hij verhuisde in 1880 naar Vincennes bij Parijs. Met de steun van Alfred Grévin konden zijn prenten verschijnen in Le Gaulois, La Vie parisienne, Le Journal amusant en Le Petit journal pour rire. Voor dat laatste blad maakte hij voor het eerst prenten in kleur. Gautier begon zich in Parijs toe te leggen op karikaturen van politici van de Derde Franse Republiek.
Barthélemy Gautier huwde in 1877 met Léonie Fontaine en overleed in 1893 aan een longontsteking.

## Galerij

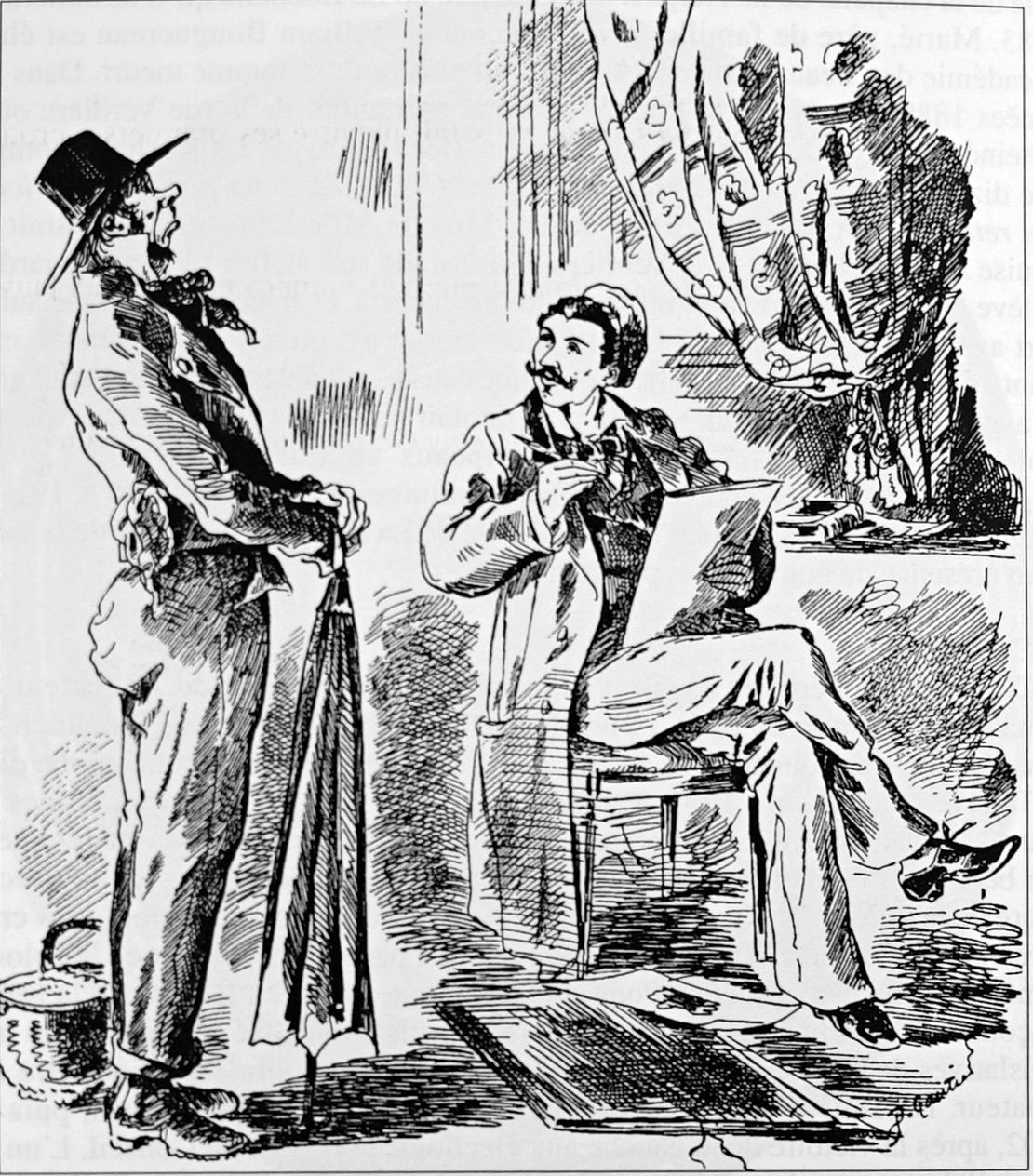
Zelfportret
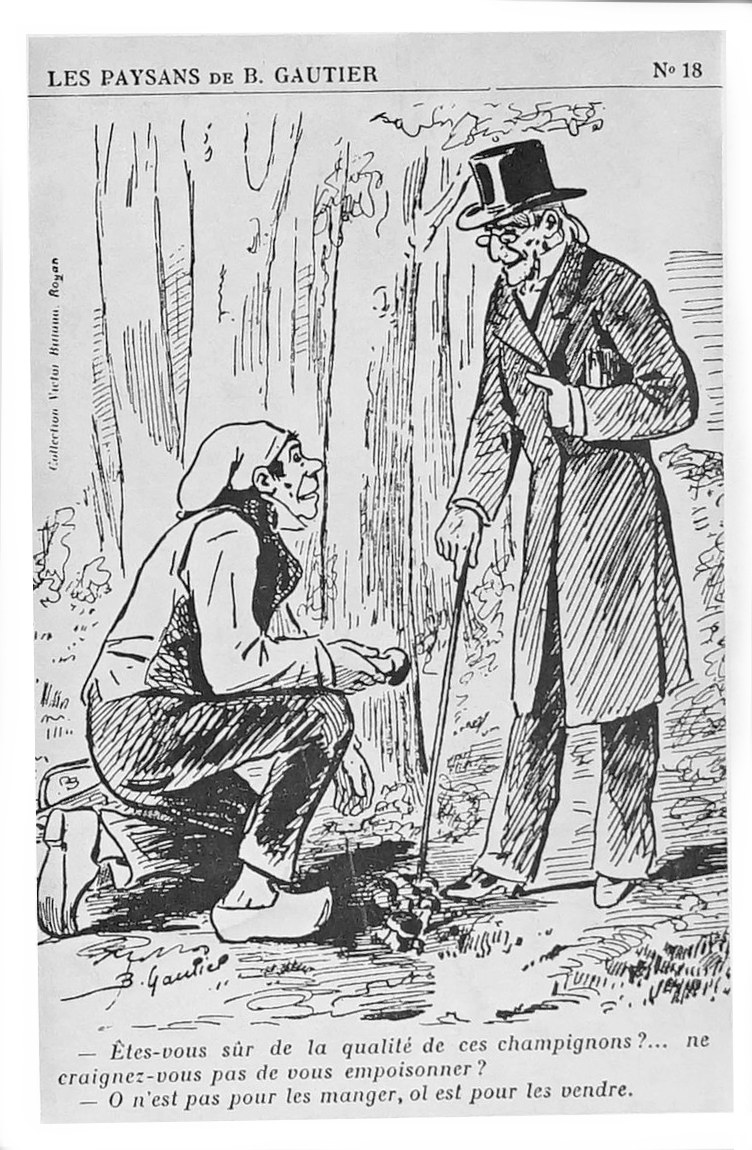
Les paysans - "Ben je zeker dat het goede paddestoelen zijn?... Ben je niet bang dat ze giftig zijn? - Oh, ze zijn niet om op te eten maar om te verkopen."
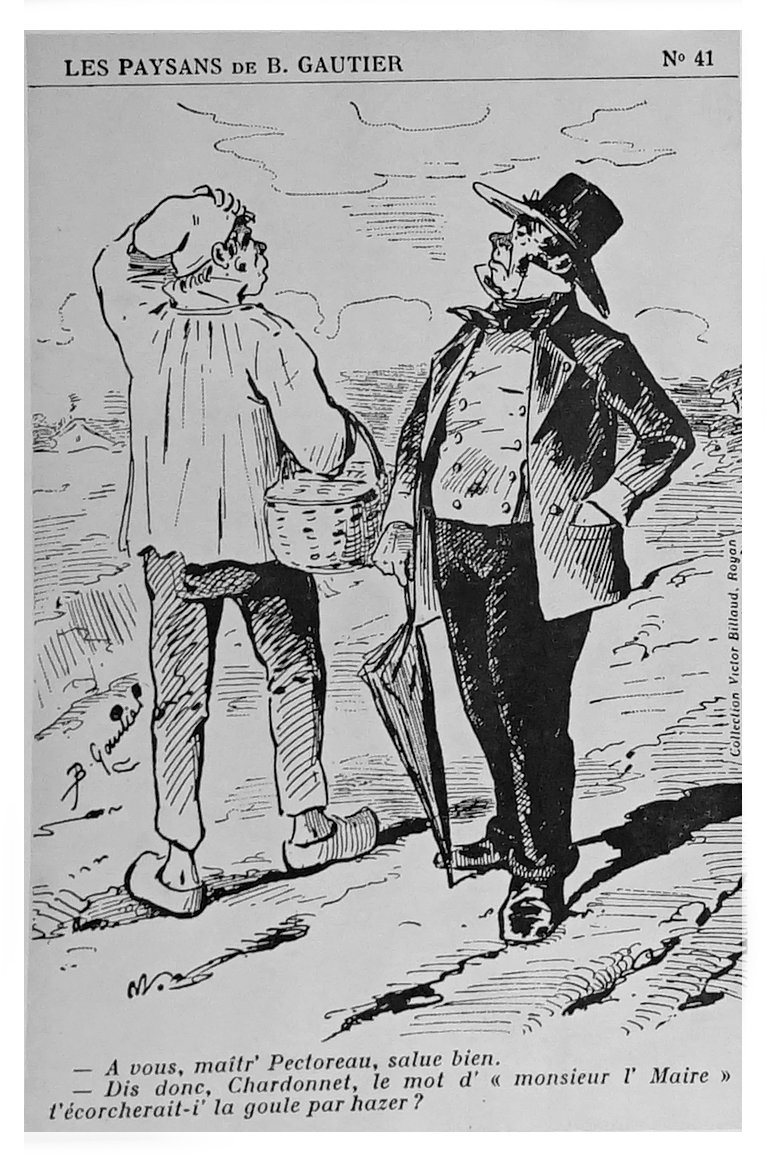
Les paysans - "'k Wens u een goeie dag, meester Pectoreau. - Zeg eens, Chardonnet, zou het pijn doen aan je keel om 'm'neer de burgemeester' te zeggen?"